# Маклея
Маклея, или Маклейя (лат. Macleaya), — род травянистых растений семейства Маковые (Papaveraceae), распространённый в Восточной Азии.
Род назван в честь британо-австралийского ботаника Александра Маклея.

## Ботаническое описание
Многолетние травянистые растения, 0,8—4 м высотой; млечный сок жёлтый. Стебли прямостоячие, полые, гладкие, облиственные, в основании одревесневшие. Листья очерёдные, черешковые; широкояйцевидные или полукруглые, лопастные, основание сердцевидное.
Цветки мелкие, собраны в верхушечные, многоцветковые метёлки; прицветники присутствуют. Чашелистиков 2 или 4, молочные. Лепестки отсутствуют. Тычинок 8—12 или 24—30; нити нитевидные, не длиннее пыльников; пыльники продолговатые. Завязь одногнёздная, рыльце 2-лопастное. Плоды — поникающие, двустворчатые, узкообратнояйцевидные, обратноланцетные или полуокруглые коробочки. Семян 1 или 4—6, яйцевидные. x=10.

## Виды
Род включает 2 вида:
- Macleaya cordata (Willd.) R.Br. typus[1] — Маклея сердцевидная
- Macleaya microcarpa (Maxim.) Fedde — Маклея мелкоплодная